# حرام عليك (فلم)
حرام عليك فيلم مصري عرض عام 1953، مقتبس عن قصة المستذئب وفرانكشتاين، بطولة إسماعيل ياسين وعبد الفتاح القصري ولولا صدقي وإستفان روستي، تأليف جمال حمدي وإخراج عيسى كرامة.

## قصة الفيلم
إسماعيل وعبد الفتاح يعملا بمحل لبيع الآثار، يحضرا صندوق به إحدى المومياوات، حيث يراقبهما رجل يدعي أنه عالم آثار، وأنه قادر على إحياء المومياء، له ابنة أخ مخطوبة لأحد الأطباء، يسخره هذا الرجل ليستخرج مخ أحد الأحياء، كي يضعه في المومياء، ليكون إسماعيل هو الضحية، وتتصاعد الأحداث.

## طاقم التمثيل
- إسماعيل ياسين: (إسماعيل)
- عبد الفتاح القصري: (عبد الفتاح)
- لولا صدقي: (لولا)
- إستفان روستي: (البروفسير عاصم)
- سناء جميل: (عفاف)
- نبيل الألفي: (د. مراد)
- محمد صبيح: (المومياء)
- عبد الحميد زكي: (مرزوق)

## فريق العمل
- إخراج: عيسى كرامة
- تأليف: جمال حمدي
- مدير التصوير: ريتشارد سلامة
- مونتاج: نجيب عرفة
- إنتاج: ستوديو جيزة
- توزيع: منتخبات بهنا فيلم